# Arotrephes perfusor
Arotrephes perfusor är en stekelart som först beskrevs av Johann Ludwig Christian Gravenhorst 1829.  Arotrephes perfusor ingår i släktet Arotrephes och familjen brokparasitsteklar. Arten är reproducerande i Sverige. Inga underarter finns listade.